# Richard Palais
Richard Sheldon Palais (* 22. Mai 1931 in Lynn, Massachusetts) ist ein US-amerikanischer Mathematiker, der sich mit Differentialgeometrie und globaler Analysis beschäftigt.

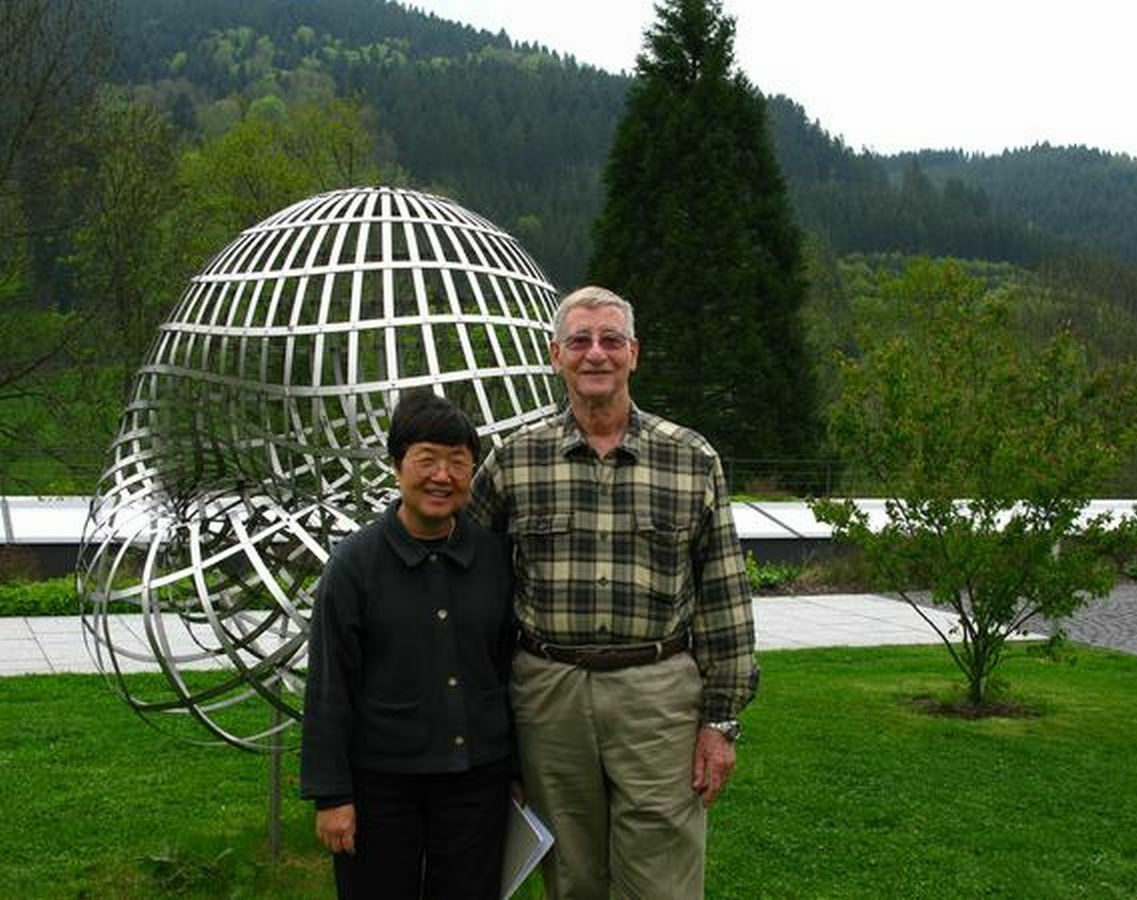
Richard Palais (rechts) und Chuu-Lian Terng 2010 in Oberwolfach

Palais studierte an der Harvard University, wo er 1952 seinen Bachelor und 1954 seinen Masterabschluss machte und 1956 bei Andrew Gleason und George Mackey promovierte (A Global Formulation of the Lie Theory of Transformation Groups, Memoir of the AMS 1957). 1956 bis 1958 war er Instructor an der University of Chicago und 1958 bis 1960 am Institute for Advanced Study (wie auch 1963/64, 1968/69, 1974/75).
Seit 1960 war er an der Brandeis University zunächst als Assistant Professor, ab 1962 als Associate Professor und ab 1965 als Professor. 1966 bis 1968 war er Vorsitzender des Mathematik-Departments.  Er blieb in Brandeis bis zu seiner Emeritierung 2003.
Von 1976 bis 1978 war er Gastprofessor an der University of California, Santa Cruz und 1981/82 Gastprofessor am Max-Planck-Institut für Mathematik in Bonn. 1984/85 war er Mitglied des MSRI in Berkeley und 1987 Gastprofessor des Nankai Institute of Mathematics in Tianjin. Ab 2004 Adjunct Professor an der University of California, Irvine, wo er Software zur Visualisierung von Mathematik entwickelt.
Neben Differentialgeometrie, der Theorie kompakter, differenzierbarer Transformationsgruppen, Geometrie von Untermannigfaltigkeiten, Morse-Theorie, nichtlinearer globaler Analysis beschäftigte er sich auch mit der Theorie der Solitonen und Visualisierung der Mathematik.
Er ist mit der Mathematikerin Chuu-Lian Terng verheiratet, Professorin an der Northeastern University und heute ebenfalls in Irvine.
1965 bis 1967 war er Sloan Research Fellow. 1970 war er Invited Speaker auf dem ICM in Nizza (Banach manifolds of fiber bundle sections). 1971 bis 1978 war er Trustee der American Mathematical Society. 1965 bis 1982 war er Herausgeber des Journal of Differential Geometry und 1966 bis 1969 der Transactions of the American Mathematical Society. 1979 war er Mitgründer und Vorsitzender der TeX-User-Group. Er ist Fellow der American Mathematical Society.
Zu seinen Doktoranden zählen Karen Uhlenbeck, Leslie Lamport und Edward Bierstone.

## Schriften
- The classification of G-Spaces (= Memoirs of the American Mathematical Society. 36). American Mathematical Society, Providence RI 1960, (Digitalisat).
- als Herausgeber: Seminar on the Atiyah-Singer index theorem (= Annals of Mathematics Studies. 57, ISSN 0066-2313). Princeton University Press, Princeton NJ 1965.
- Foundations of Global Nonlinear Analysis. Benjamin, New York NY u. a. 1968.
- The geometrization of physics. Lecture Notes in Mathematics. Tsinghua University Press, Hsinchu 1981.
- Real algebraic differential topology (= Mathematics Lecture Series. 10, ZDB-ID 1113433-1). Band 1. Publish or Perish, Wilmington DE 1981.
- mit Chuu-Lian Terng: Critical point theory and submanifold geometry (= Lecture Notes in Mathematics. 1353 = Lecture Notes in Mathematics. Subseries. Nankai Institute of Mathematics, Tianjin. 7). Springer, Berlin u. a. 1988, ISBN 3-540-50399-4.
- The symmetries of solitons. In: Bulletin of the American Mathematical Society. Band 34, 1997, S. 339–403, doi:10.1090/S0273-0979-97-00732-5.
- The Visualization of Mathematics: Towards a Mathematical Exploratorium. In: Notices of the American Mathematical Society. Band 46, Nummer 6, 1999, S. 647–658.